# Yukinori Muramatsu
Yukinori Muramatsu (村松 幸典 Muramatsu Yukinori?,  nacido el 13 de junio de 1969 en Shizuoka) es un exfutbolista japonés que se desempeñaba como defensa.

## Trayectoria

### Clubes
| Club       | País  | Año         |
| ---------- | ----- | ----------- |
| Urawa Reds | Japón | 1992 - 1995 |
| Fujitsu    | Japón | 1996        |